# Maria del Mar Rey Abad
Maria del Mar Rey Abad (Madrid, 29 de setembre de 1968) és una jugadora de voleibol espanyola ja retirada. Formada en la posició de rematadora, va debutar al club madrileny Aperitivos Medina. El 1990 va fitxar pel RCD Espanyol, amb el qual guanyà una Lliga catalana, Lliga espanyola i una Supercopa espanyola. Fou internacional amb la selecció espanyola de voleibol, destacant la seva participació als Jocs Olímpics de Barcelona 1992.

## Palmarès
- 1 Lliga catalana de voleibol femenina: 1990-91
- 1 Lliga espanyola de voleibol femenina: 1990-91
- 1 Supercopa espanyola de voleibol femenina: 1990-91